# 나인 야드 2
《나인 야드 2》(영어: The Whole Ten Yards)는 미국에서 제작된 하워드 도이치 감독의 2004년 범죄 코미디 영화이다. 2000년 영화 《나인 야드》의 속편으로, 브루스 윌리스, 매슈 페리, 어맨다 피트, 너타샤 헨스트리지는 그대로 동일한 역을 연기하였고, 케빈 폴랙은 전편에서 맡았던 인물의 아버지 역으로 등장하였다. 앨런 코프먼 등이 제작에 참여하였다.
흥행과 평 양면에서 실패하였다.

## 출연
- 브루스 윌리스 - 제임스 스테펀 "지미 더 튤립" 투데스키 역
- 매슈 페리 - 니컬러스 "오즈" 오저랜스키 치과의 역
- 어맨다 피트 - 질 세인트클레어 투데스키 역
- 케빈 폴랙 - 라슬로 고골라크 역
- 너타샤 헨스트리지 - 신시아 오저랜스키 역
- 프랭크 콜리슨 - 스트라보니츠 "스트라보" 고걸랙(고골라크) 역
- 조니 메스너 - 제보 역
- 사일러스 위어 미첼 - 여모 역
- 타샤 스미스 - 줄스 "줄리" 피겨로아 역
- 서맨사 해리스 - 러구나 역

## 기타 제작진
- 라인 제작: 앤드루 슈거먼
- 공동 제작: 제임스 A. 홀트, 조지프 메어히
- 협력 제작: 스티븐 J. 이즈, 울프갱 섐버그, 언스트오거스트 슈니더
- 배역: 낸시 네이어
- 미술: 버지니아 L. 랜돌프
- 의상: 루디 딜런

## 우리말 녹음
SBS 성우진 (2007년 12월 15일)
- 이정구 - 지미 (브루스 윌리스)
- 엄상현 - 오즈 (매슈 페리)
- 정미숙 - 질 (어맨다 피트)
- 지미애 - 신시아 (너타샤 헨스트리지)
- 이철용 - 라슬로 (케빈 폴랙)
- 이봉준 - 스트라보 (프랭크 콜리슨)
- 이진화 - 줄리 (타샤 스미스)
- 안용욱
- 윤세웅